# Scott Neilson
Scott Neilson (* 31. Januar 1957) ist ein ehemaliger kanadischer Hammerwerfer.

## Leben
Bei den Panamerikanischen Spielen 1975 in Mexiko-Stadt gewann er Bronze.
1977 wurde er Fünfter beim Leichtathletik-Weltcup in Düsseldorf, 1978 holte er Silber bei den Commonwealth Games in Edmonton und 1979 siegte er bei den Panamerikanischen Spielen in San Juan.
Der Boykott Kanadas verhinderte eine Teilnahme an den Olympischen Spielen 1980 in Moskau. Neilson siegte beim ersatzweise abgehaltenen Liberty Bell Classic.
1981 wurde er Vierter beim Leichtathletik-Weltcup in Rom.
Viermal wurde er Kanadischer Meister (1976, 1978–1980) und einmal US-Meister (1979). Von 1976 bis 1979 wurde er für die University of Washington startend viermal in Folge NCAA-Meister; dreimal holte er in der Halle den NCAA-Titel im Gewichtweitwurf (1977–1979).
Sein nationaler Rekord von 72,70 m, den er am 1. April 1978 in Seattle aufstellte, hatte bis 2005 Bestand.